# 諸谷義武
諸谷義武（もろたに よしたけ、1907年1月17日 - 2002年4月16日）は、日本の政治家。元長崎市長（在任1967年 - 1979年）。

## 概要
熊本県出身。長崎高等商業学校卒業後、長崎市内で底引き網の網元の支配人となる。1945年（昭和20年）8月9日、長崎市内の自宅で原爆投下に遭遇。水を求めながら亡くなった被爆者を多数目撃した体験から、市長就任後に平和公園内に「平和の泉」を造らせている。1947年（昭和22年）より長崎市議会議員を2期、1955年（昭和30年）より長崎県議会議員を3期務め、この間1963年5月～1964年12月まで副議長になった。1967年（昭和42年）4月の統一地方選挙で執行された長崎市長選に出馬し当選、以後1979年（昭和54年）4月の市長選で本島等に敗れるまで3期12年間長崎市長を務めた。
市長在任中はグラバー園の開園等の観光文化政策のほか、原爆被爆地の市長としての平和行政にも力を入れ、平和祈念式典時の平和宣言起草委員会の設置、原爆展のアメリカ合衆国内での開催等を行った。また、在任中に核兵器保有国の海軍艦船の長崎港への寄港反対を表明、以後歴代市長もこれを踏襲している。
長崎における美術振興に意を用い、長崎県美術協会会長を1956年（昭和31年）の創立時より1997年（平成9年）まで40年以上に及び務めた。
1980年（昭和55年）、勲三等旭日中綬章叙勲。1996年（平成8年）3月28日に長崎市名誉市民の称号を受ける。1985年（昭和60年）4月から1988年（昭和63年）4月まで長崎県公安委員を務めた（1986年6月～87年6月、公安委員長）。
2002年（平成14年）4月16日、心不全により長崎市内の病院で死去（享年95）。5月17日、長崎市による公葬が長崎市公会堂で営まれた。没後、従四位に叙された。

## 参考書籍
- 「諸谷義武伝」（2003年4月、出島文庫刊）ISBN 978-4-931472-33-4